# Delain
Delain е симфонична метъл група в Зволе, провинция Оверейсел, Нидерландия.

## История
Delain е сформирана от бившия пианист Martijn Westerholt на Within Temptation. Той напуска Within Temptation през 2001 г. и създава Delain през 2002 г.
Бандата започват записите по дебютния си албум през юли 2006 г. За първия си албум групата кани някои по-известни музиканти: Марко от Nightwish, Лив Кристин от Leave's Eyes, Ад Слайтър(бас)от Epica и други.

## Състав

### Сегашни членове
- Мартийн Вестерхолт (Martijn Westerholt) – кийборд (2002 – )
- Рубен Исраел – барабани (2014 – )

### Бивши членове
- Шарлот Веселс (Charlotte Wessels) – вокали (2005 – 2021)
- Тимо Зомерс – китари, беквокали (2011 – 2021)
- Ото Шимелпеник ван дер Оийе – бас, беквокали (2010 – 2021)
- Мерел Бехтолд- китари (2015 – 2020)
- Роб ван дер Ло – бас (2006 – 2010)
- Роналд Ланда – китара (2006 – 2009)
- Рей ван Ленте – китара (2006 – 2007)
- Евут Питърс – китара (2009 – 2010)
- Зандер Зоер (Sander Zoer) – ударни (2006 – 2014)

## Дискография

### Албуми
- Lucidity – 2006
- April Rain – 2009
- We Are The Others – 2012
- Interlude – 2013
- The Human Contradiction – 2014

### Промо сингли
- Frozen – 2007
- See Me In Shadow – 2007
- The Gathering – 2008
- April rain(2009)
- Stay forever (2009)
- Smalltown boy" (2010)
- Get the devil out of me (2012)
- We are the others (2012)
- Are you done with me(2013

### Демо-та
- Amenity – 2002